# Danh sách tiểu hành tinh: 15001–15100
| Tên                   | Tên đầu tiên | Ngày phát hiện       | Nơi phát hiện                      | Người phát hiện                                  |
| --------------------- | ------------ | -------------------- | ---------------------------------- | ------------------------------------------------ |
| 15001 -               | 1997 WD30    | 21 tháng 11 năm 1997 | Xinglong                           | Chương trình tiểu hành tinh Bắc Kinh Schmidt CCD |
| 15002 -               | 1997 WN38    | 29 tháng 11 năm 1997 | Socorro                            | LINEAR                                           |
| 15003 Midori          | 1997 XC10    | 5 tháng 12 năm 1997  | Oizumi                             | T. Kobayashi                                     |
| 15004 Vallerani       | 1997 XL10    | 7 tháng 12 năm 1997  | Asiago                             | M. Tombelli, G. Forti                            |
| 15005 Guerriero       | 1997 XY10    | 7 tháng 12 năm 1997  | Cima Ekar                          | M. Tombelli, U. Munari                           |
| 15006 -               | 1998 DZ32    | 27 tháng 2 năm 1998  | Cima Ekar                          | G. Forti, M. Tombelli                            |
| 15007 Edoardopozio    | 1998 NA      | 5 tháng 7 năm 1998   | Colleverde                         | V. S. Casulli                                    |
| 15008 Delahodde       | 1998 QO6     | 24 tháng 8 năm 1998  | Caussols                           | ODAS                                             |
| 15009 -               | 1998 QF27    | 24 tháng 8 năm 1998  | Socorro                            | LINEAR                                           |
| 15010 -               | 1998 QL92    | 28 tháng 8 năm 1998  | Socorro                            | LINEAR                                           |
| 15011 -               | 1998 QM92    | 28 tháng 8 năm 1998  | Socorro                            | LINEAR                                           |
| 15012 -               | 1998 QS92    | 28 tháng 8 năm 1998  | Socorro                            | LINEAR                                           |
| 15013 -               | 1998 QH93    | 28 tháng 8 năm 1998  | Socorro                            | LINEAR                                           |
| 15014 Annagekker      | 1998 RO74    | 14 tháng 9 năm 1998  | Socorro                            | LINEAR                                           |
| 15015 -               | 1998 RG75    | 14 tháng 9 năm 1998  | Socorro                            | LINEAR                                           |
| 15016 -               | 1998 SO1     | 16 tháng 9 năm 1998  | Caussols                           | ODAS                                             |
| 15017 Cuppy           | 1998 SS25    | 22 tháng 9 năm 1998  | Anderson Mesa                      | LONEOS                                           |
| 15018 -               | 1998 SM34    | 16 tháng 9 năm 1998  | Socorro                            | LINEAR                                           |
| 15019 Gingold         | 1998 SW75    | 29 tháng 9 năm 1998  | Socorro                            | LINEAR                                           |
| 15020 Brandonimber    | 1998 SV105   | 16 tháng 9 năm 1998  | Socorro                            | LINEAR                                           |
| 15021 Alexkardon      | 1998 SX123   | 16 tháng 9 năm 1998  | Socorro                            | LINEAR                                           |
| 15022 -               | 1998 SM144   | 20 tháng 9 năm 1998  | La Silla                           | E. W. Elst                                       |
| 15023 Ketover         | 1998 SP156   | 16 tháng 9 năm 1998  | Socorro                            | LINEAR                                           |
| 15024 -               | 1998 TB      | 2 tháng 10 năm 1998  | Gekko                              | T. Kagawa                                        |
| 15025 Uwontario       | 1998 TX28    | 15 tháng 10 năm 1998 | Kitt Peak                          | Spacewatch                                       |
| 15026 Davidscott      | 1998 TR34    | 14 tháng 10 năm 1998 | Anderson Mesa                      | LONEOS                                           |
| 15027 -               | 1998 UF8     | 23 tháng 10 năm 1998 | Đài thiên văn Zvjezdarnica Višnjan | K. Korlević                                      |
| 15028 Soushiyou       | 1998 UL23    | 16 tháng 10 năm 1998 | Nanyo                              | T. Okuni                                         |
| 15029 -               | 1998 VC5     | 11 tháng 11 năm 1998 | Đài thiên văn Zvjezdarnica Višnjan | K. Korlević                                      |
| 15030 Matthewkroll    | 1998 VA15    | 10 tháng 11 năm 1998 | Socorro                            | LINEAR                                           |
| 15031 Lemus           | 1998 VN28    | 10 tháng 11 năm 1998 | Socorro                            | LINEAR                                           |
| 15032 Alexlevin       | 1998 VV28    | 10 tháng 11 năm 1998 | Socorro                            | LINEAR                                           |
| 15033 -               | 1998 VY29    | 10 tháng 11 năm 1998 | Socorro                            | LINEAR                                           |
| 15034 Décines         | 1998 WH      | 16 tháng 11 năm 1998 | San Marcello                       | M. Tombelli, L. Tesi                             |
| 15035 -               | 1998 WS3     | 18 tháng 11 năm 1998 | Kushiro                            | S. Ueda, H. Kaneda                               |
| 15036 Giovannianselmi | 1998 WO5     | 18 tháng 11 năm 1998 | Dossobuono                         | Madonna di Dossobuono                            |
| 15037 Chassagne       | 1998 WN6     | 22 tháng 11 năm 1998 | Village-Neuf                       | Village-Neuf                                     |
| 15038 -               | 1998 WQ6     | 23 tháng 11 năm 1998 | Oizumi                             | T. Kobayashi                                     |
| 15039 -               | 1998 WN16    | 21 tháng 11 năm 1998 | Socorro                            | LINEAR                                           |
| 15040 -               | 1998 XC      | 1 tháng 12 năm 1998  | Xinglong                           | Chương trình tiểu hành tinh Bắc Kinh Schmidt CCD |
| 15041 Paperetti       | 1998 XB5     | 8 tháng 12 năm 1998  | San Marcello                       | L. Tesi, A. Boattini                             |
| 15042 Anndavgui       | 1998 XZ8     | 14 tháng 12 năm 1998 | Le Creusot                         | J.-C. Merlin                                     |
| 15043 -               | 1998 XW9     | 11 tháng 12 năm 1998 | Woomera                            | F. B. Zoltowski                                  |
| 15044 -               | 1998 XY16    | 15 tháng 12 năm 1998 | Đài thiên văn Zvjezdarnica Višnjan | K. Korlević                                      |
| 15045 Walesdymond     | 1998 XY21    | 10 tháng 12 năm 1998 | Kitt Peak                          | Spacewatch                                       |
| 15046 -               | 1998 XY41    | 14 tháng 12 năm 1998 | Socorro                            | LINEAR                                           |
| 15047 -               | 1998 XG49    | 14 tháng 12 năm 1998 | Socorro                            | LINEAR                                           |
| 15048 -               | 1998 XQ63    | 14 tháng 12 năm 1998 | Socorro                            | LINEAR                                           |
| 15049 -               | 1998 XA90    | 15 tháng 12 năm 1998 | Socorro                            | LINEAR                                           |
| 15050 -               | 1998 XC96    | 12 tháng 12 năm 1998 | Mérida                             | O. A. Naranjo                                    |
| 15051 -               | 1998 YK1     | 17 tháng 12 năm 1998 | Kleť                               | Kleť                                             |
| 15052 Emileschweitzer | 1998 YD2     | 17 tháng 12 năm 1998 | Caussols                           | ODAS                                             |
| 15053 Bochníček       | 1998 YY2     | 17 tháng 12 năm 1998 | Ondřejov                           | P. Pravec, U. Babiaková                          |
| 15054 -               | 1998 YS5     | 21 tháng 12 năm 1998 | Oizumi                             | T. Kobayashi                                     |
| 15055 -               | 1998 YS9     | 25 tháng 12 năm 1998 | Đài thiên văn Zvjezdarnica Višnjan | K. Korlević, M. Jurić                            |
| 15056 Barbaradixon    | 1998 YP12    | 28 tháng 12 năm 1998 | Jornada                            | D. S. Dixon                                      |
| 15057 Whitson         | 1998 YY15    | 22 tháng 12 năm 1998 | Kitt Peak                          | Spacewatch                                       |
| 15058 Billcooke       | 1998 YL16    | 22 tháng 12 năm 1998 | Kitt Peak                          | Spacewatch                                       |
| 15059 -               | 1998 YL27    | 25 tháng 12 năm 1998 | Đài thiên văn Zvjezdarnica Višnjan | K. Korlević                                      |
| 15060 -               | 1999 AD      | 5 tháng 1 năm 1999   | Višnjan Observatory                | K. Korlević                                      |
| 15061 -               | 1999 AL      | 6 tháng 1 năm 1999   | Višnjan Observatory                | K. Korlević                                      |
| 15062 -               | 1999 AL2     | 9 tháng 1 năm 1999   | Oizumi                             | T. Kobayashi                                     |
| 15063 -               | 1999 AQ3     | 10 tháng 1 năm 1999  | Oizumi                             | T. Kobayashi                                     |
| 15064 -               | 1999 AC4     | 10 tháng 1 năm 1999  | High Point                         | D. K. Chesney                                    |
| 15065 -               | 1999 AJ4     | 9 tháng 1 năm 1999   | Đài thiên văn Zvjezdarnica Višnjan | K. Korlević                                      |
| 15066 -               | 1999 AX7     | 13 tháng 1 năm 1999  | Oizumi                             | T. Kobayashi                                     |
| 15067 -               | 1999 AM9     | 10 tháng 1 năm 1999  | Xinglong                           | Chương trình tiểu hành tinh Bắc Kinh Schmidt CCD |
| 15068 Wiegert         | 1999 AJ20    | 13 tháng 1 năm 1999  | Kitt Peak                          | Spacewatch                                       |
| 15069 -               | 1999 AU21    | 15 tháng 1 năm 1999  | Đài thiên văn Zvjezdarnica Višnjan | K. Korlević                                      |
| 15070 -               | 1999 BK8     | 20 tháng 1 năm 1999  | Nachi-Katsuura                     | Y. Shimizu, T. Urata                             |
| 15071 Hallerstein     | 1999 BN12    | 24 tháng 1 năm 1999  | Črni Vrh                           | Črni Vrh                                         |
| 15072 Landolt         | 1999 BS12    | 25 tháng 1 năm 1999  | Baton Rouge                        | W. R. Cooney Jr., P. M. Motl                     |
| 15073 -               | 1999 BK13    | 25 tháng 1 năm 1999  | Đài thiên văn Zvjezdarnica Višnjan | K. Korlević                                      |
| 15074 -               | 1999 BN14    | 25 tháng 1 năm 1999  | High Point                         | D. K. Chesney                                    |
| 15075 -               | 1999 BF15    | 24 tháng 1 năm 1999  | Đài thiên văn Zvjezdarnica Višnjan | K. Korlević                                      |
| 15076 Joellewis       | 1999 BL25    | 18 tháng 1 năm 1999  | Socorro                            | LINEAR                                           |
| 15077 Edyalge         | 1999 CA      | 2 tháng 2 năm 1999   | Gnosca                             | S. Sposetti                                      |
| 15078 -               | 1999 CW      | 5 tháng 2 năm 1999   | Oizumi                             | T. Kobayashi                                     |
| 15079 -               | 1999 CO16    | 15 tháng 2 năm 1999  | Đài thiên văn Zvjezdarnica Višnjan | K. Korlević                                      |
| 15080 -               | 1999 CR20    | 10 tháng 2 năm 1999  | Socorro                            | LINEAR                                           |
| 15081 -               | 1999 CU25    | 10 tháng 2 năm 1999  | Socorro                            | LINEAR                                           |
| 15082 -               | 1999 CT30    | 10 tháng 2 năm 1999  | Socorro                            | LINEAR                                           |
| 15083 Tianhuili       | 1999 CJ34    | 10 tháng 2 năm 1999  | Socorro                            | LINEAR                                           |
| 15084 -               | 1999 CH38    | 10 tháng 2 năm 1999  | Socorro                            | LINEAR                                           |
| 15085 -               | 1999 CB43    | 10 tháng 2 năm 1999  | Socorro                            | LINEAR                                           |
| 15086 -               | 1999 CH60    | 12 tháng 2 năm 1999  | Socorro                            | LINEAR                                           |
| 15087 -               | 1999 CZ61    | 12 tháng 2 năm 1999  | Socorro                            | LINEAR                                           |
| 15088 Licitra         | 1999 CK82    | 10 tháng 2 năm 1999  | Socorro                            | LINEAR                                           |
| 15089 -               | 1999 CQ82    | 10 tháng 2 năm 1999  | Socorro                            | LINEAR                                           |
| 15090 -               | 1999 CA97    | 10 tháng 2 năm 1999  | Socorro                            | LINEAR                                           |
| 15091 Howell          | 1999 CM136   | 9 tháng 2 năm 1999   | Kitt Peak                          | Spacewatch                                       |
| 15092 Beegees         | 1999 EH5     | 15 tháng 3 năm 1999  | Reedy Creek                        | J. Broughton                                     |
| 15093 Lestermackey    | 1999 TA31    | 4 tháng 10 năm 1999  | Socorro                            | LINEAR                                           |
| 15094 -               | 1999 WB2     | 17 tháng 11 năm 1999 | Catalina                           | CSS                                              |
| 15095 -               | 1999 WO3     | 28 tháng 11 năm 1999 | Oizumi                             | T. Kobayashi                                     |
| 15096 -               | 1999 XH12    | 5 tháng 12 năm 1999  | Socorro                            | LINEAR                                           |
| 15097 -               | 1999 XP38    | 8 tháng 12 năm 1999  | Socorro                            | LINEAR                                           |
| 15098 -               | 2000 AY2     | 1 tháng 1 năm 2000   | San Marcello                       | G. Forti, A. Boattini                            |
| 15099 Janestrohm      | 2000 AE92    | 5 tháng 1 năm 2000   | Socorro                            | LINEAR                                           |
| 15100 -               | 2000 AP144   | 5 tháng 1 năm 2000   | Socorro                            | LINEAR                                           |